# Bücherlotterie
Eine Bücherlotterie ist eine Vertriebsform für Bücher. Es handelt sich um eine Lotterie, bei der die Gewinne Bücher sind.
Eine solche Lotterie wurde erstmals 1661 von dem Londoner Verleger John Ogilby durchgeführt.
Im 18. Jahrhundert war diese Vertriebsform beliebt und diente vor allem dazu, Restauflagen oder ungangbare Titel loszuwerden. Aufwand entstand dem Verleger (abgesehen von der zu verlosenden Ware) vor allem durch die meist erheblichen Kosten für die Lotteriekonzession. So zahlte der Verleger Friedrich Justin Bertuch 1801 für eine Lotteriekonzession 200 Taler.
Ein bekannter Veranstalter einer solchen Lotterie war der bei der Herausgabe seines „Grossen vollständigen Universal-Lexicons Aller Wissenschafften und Künste“ in wirtschaftliche Schwierigkeiten geratenen Johann Heinrich Zedler.